# Pawłowskij Posad (stacja kolejowa)
Pawłowskij Posad (ros. Павловский Посад) – węzłowa stacja kolejowa w miejscowości Pawłowskij Posad, w rejonie pawłowskoposadzkim, w obwodzie moskiewskim, w Rosji. Węzeł nowego szlaku Kolei Transsyberyjskiej ze ślepą linią do Elektrogorska.

## Historia
Stacja powstała w czasach carskich na linii Moskwa – Niżny Nowogród, pomiędzy stacjami Gżel i Driezna. Początkowo nosiła nazwę Pawłowo, następnie Pawłowo-Posad.

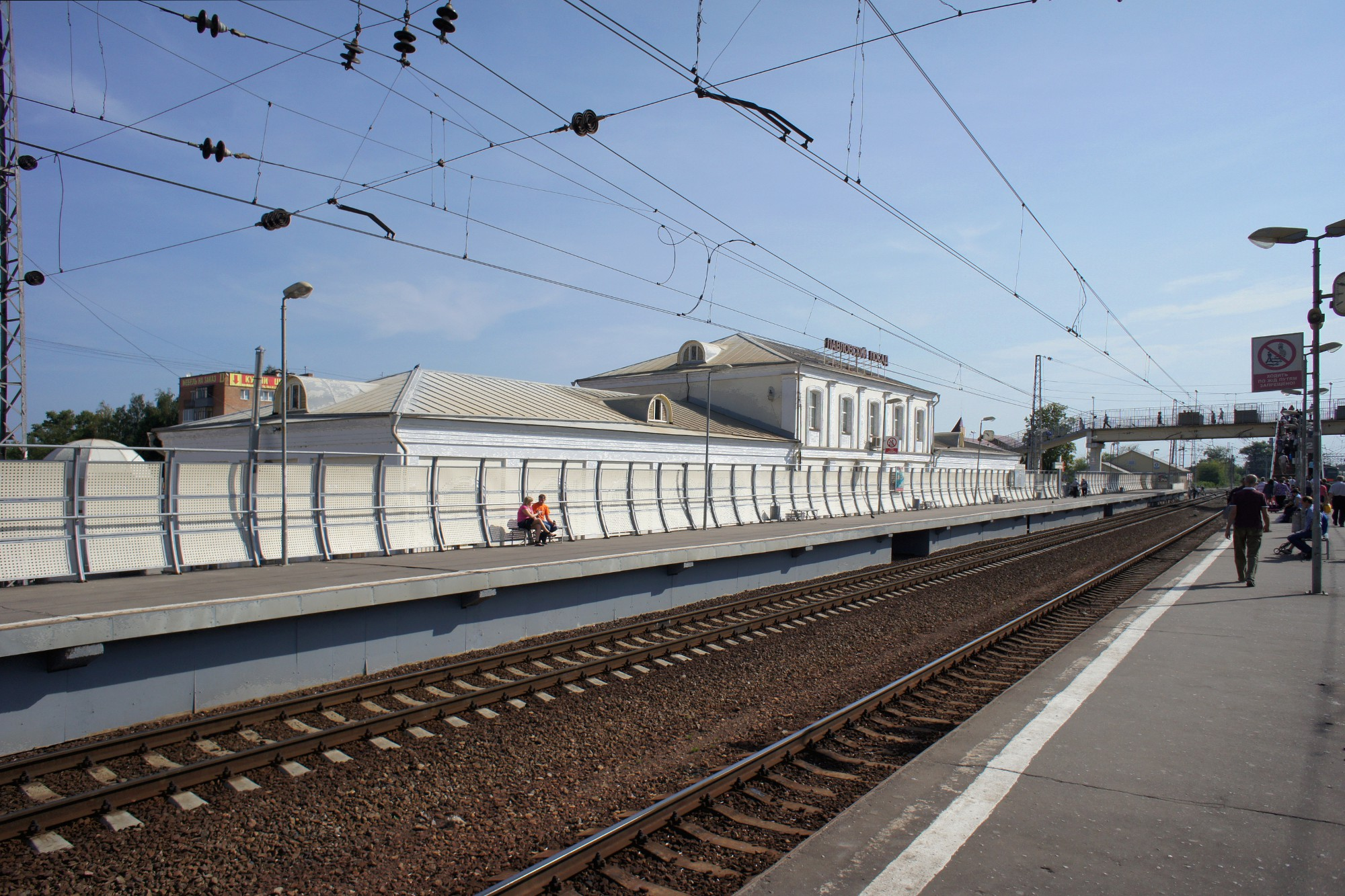
widok w kierunku Władysławowa
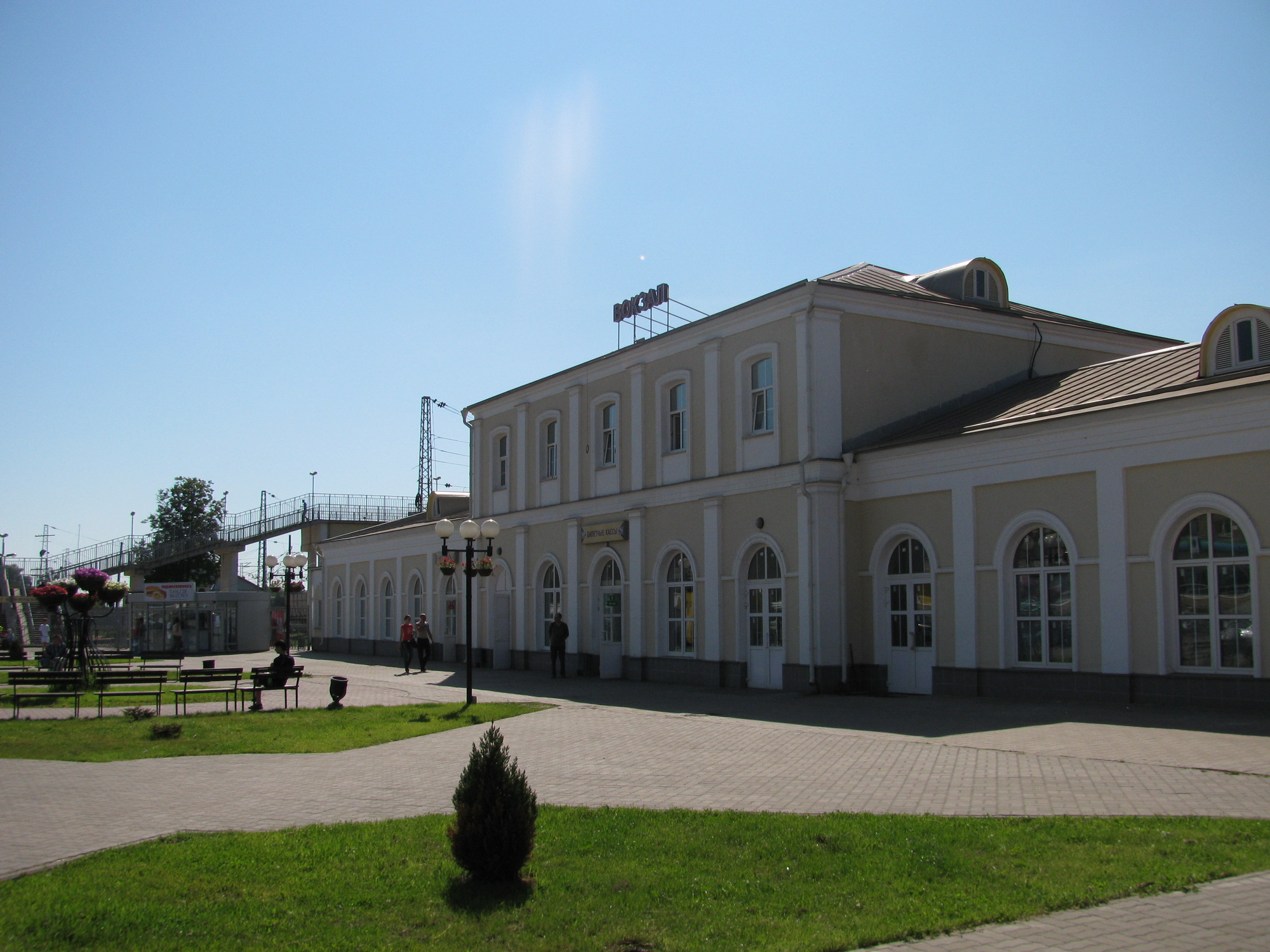
dworzec od strony miasta